# 283-й мотострелковый полк
283-й мотострелковый полк (283 мсп) — тактическое формирование Сухопутных войск Российской Федерации. Создан в апреле 2023 года. Входит в состав 144-й гвардейской мотострелковой дивизии. Пункт постоянной дислокации город Ельня.

## История
283-й мотострелковый полк создан в апреле 2023 года в составе 144-й гвардейской мотострелковой дивизии. Полк разместился в городе Ельня. Летом 2023 года полк проходил подготовку на полигонах Белоруссии
19 ноября 2023 года 283-й мотострелковый полк действовал в районе Голиково, в 10 км севернее от Кременной.
В декабре 2023 — январе 2024 гг. полк безуспешно атаковал в направлении Терны Донецкой области